# Семенюта Олександр Костянтинович
Олександр Костянтинович Семенюта (1883—1910) — український анархіст, організатор та натхненник гуляйпільської групи анархо-комуністів «Спілка бідних хліборобів».

## Біографія
Олександр народився 1883 року в родині колишнього кріпака в селі Гуляйполе, Олександрівського повіту, Катеринославської губернії. До одруження батрачив в економії Янценка.
У 1902 році був призваний до армії. В Одесі познайомився з білостокськими анархістами (так званими чорнознаменцями) і вступив до їхньої організації. Перебував у бойовому загоні терористів. 1903 року дезертував з армії.
В 1904 Семенюта з'явився в Гуляйполі і почав організовувати революційну групу. Після створення анархістської організації «Спілка бідних хліборобів», на чолі з Антоні, його заступниками стали брати Семенюти, Андрій та Прокофій.
З 1905 активний учасник Бойової Міжнародної групи анархо-комуністів, завдання якої були: організація економічних, політичних, терористичних актів. Семенюта — один із організаторів та натхненників гуляйпільської групи «Спілка бідних хліборобів».
У 1908 році Семенюта здійснив експропріації (грабунки) в Ногайську та в Мелітополі, сума експропріацій склала 20 тис. рублів.
Після розгрому СБХ в 1909 і арешту більшості її членів Семенюта втік закордон в Бельгію. Під час слідства у квітні 1909 року пристав Караченцов отримав з Бельгії відкритий лист наступного змісту:
«Село Гуляйполе Катеринославської губернії волосне правління, отримати Караченцеву, чорту рябому. Пане пристав, я чув, що ви мене дуже шукаєте і бажаєте бачити. Якщо це правильно, то прошу завітати до Бельгії, тут свобода слова і можна спокійно переговорити. Олександр Семенюта, анархіст Гуляйполя» .
У лютому 1909 Семенюта повернувся в Гуляйполе, і вбив пристава Караченцева при виході з театру «Колезів».
(*Караченцев - пристав союзу "Союз Архангела Гавриила" який позиціонував себе як союз "исконно русских людей")

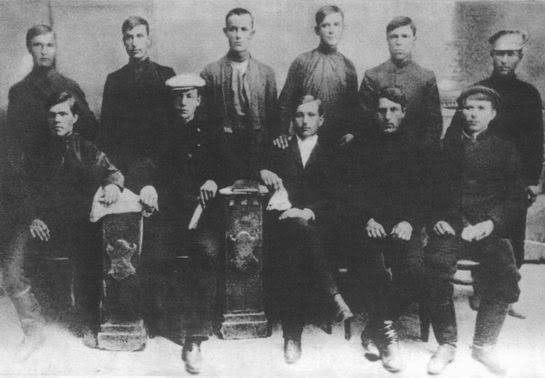
Семенюта в оточенні інших анархістів (В т.ч Нестора Махна)

Семенюта залишився у Російській імперії і продовжував боротьбу. Він був невловимий, як привид. Наприклад, у Катеринославі, просто серед білого дня, на людній вулиці, удвох із Яковом Бондаренком застрелили помічника пристава Мрачека.
5 січня 1910 року ув'язнених товаришів Семенюти перевели з Олександрівська до Катеринослава. Переодягнений у кожух і папаху Семенюта сів на вокзалі в Олександрівську, а інші змовники чекали поруч із санями. Коли потяг затримався через заметіль, Семенюта зайшов у зал очікування станції, де його впізнав поліцейський інформатор і він був змушений втекти з місця події, зірвавши заплановану втечу з в'язниці. Згодом поліція оголосила винагороду за його голову та оголосила його ворогом номер один, але він уникав своє захоплення протягом кількох місяців .
Минув час, і у жниву Олександр разом зі своєю бойовою подругою та дружиною Марфою Півень заїхав до Гуляйполя. Зупинились у будинку Шаровських. Але їх видали. Будинок був оточений поліцією та козаками, почалася перестрілка. Поліцейські підпалили хату та запропонували всім із неї вийти. Олександр з маузером у руці вийшов на поріг охопленої вогнем хати, подивився на козаків, поліцейських, на натовп селян, що стояв далеко, оцінив своє безвихідне становище і повернувся до хати. Попрощався з Марфою. Вистрелив у неї і застрелився сам. Але Марфа виявилася пораненою, і її врятував козак, винісши з палаючого будинку.
Поранену її доставили до лікарні, невдовзі вона, зміцнівши, втекла .
Дружина Півень Марфа, уродженка м. Олександрівська, анархо-комуністка, друга дружина О. Семенюти. До 1930 року жила в м. Олександрівську.  У 1966 році вона все ще жила у Запоріжжі, у свої 80 років зберігаючи ясний розум та міцну пам'ять.
Коли вибухнула Лютнева революція, анархістська процесія принесла чорні прапори на могили Олександра та Прокопія Семенют. Портрети Олександра також висіли поруч із портретами Михайла Бакуніна та Петра Кропоткіна в штабі Гуляйпільської лібертаріанської комуністичної групи . Після Жовтневого перевороту, колишній товариш Семенюти Нестор Махно працював у революційному трибуналі, в якому переслідував інформаторів, відповідальних за смерть Семенюти. Старий будинок Семенюти пізніше використовувався як місце зборів ядра Махновського руху, до якого входив і його останній брат Андрій, що залишився в живих.